# 女二宮 (後水尾天皇皇女)
女二宮（おんなにのみや）は、江戸時代の皇族。実名は未詳である。

## 経歴
後水尾天皇の第三皇女。母は東福門院。関白近衛尚嗣の北政所。
寛永13年（1636年）11月23日に従兄である近衛尚嗣に降嫁。寛永18年（1641年）、娘好君（後の伏見宮貞致親王妃）を出産した。
慶安4年（1651年）薨去。享年27。戒名は光明心院宮。

## 一族
- 父母：後水尾天皇、東福門院和子
- 兄弟姉妹
  - 同母兄弟姉妹
    - 明正天皇、高仁親王、若宮、昭子内親王、賀子内親王、菊宮

  - 異母兄弟姉妹
    - 後光明天皇、守澄法親王、元昌女王、宗澄女王、桂宮、賀茂宮、文智女王、理昌女王、光子内親王、後西天皇、性真法親王、摩佐宮、理忠女王、穏仁親王、道寛法親王、尭恕法親王、常子内親王、眞敬法親王、尊證法親王、霊元天皇、永享女王、尊光入道親王、盛胤法親王、文察女王、新宮、性承法親王
- 夫：近衛尚嗣
- 子女：好君（1641年 - 1676年） - 伏見宮貞致親王妃

## 登場作品
テレビドラマ
- 葵 徳川三代（2000年、NHK大河ドラマ） - 演：根本優海